# المنادمة
المُنادَمة مصطلح يشير إلى شخص يُعرف بالنَّديم (جمعه: نُدَماء) يقوم بمجالسة ومرافقة الملوك والخلفاء والأمراء والتُّجَّار في مجالسهم الخاصة والعامة، بهدف المؤانسة والتسلية وتقديم المشورة أحيانًا. شكلت المنادمة جزءًا هامًا من الحياة الاجتماعية والسياسية في البلاطات التاريخية، خاصة في العُصور الإسلاميَّة المُبكرة، مثل العصر الأموي، غير أنها تطوَّرت وازدهرت في العصر العبَّاسي، وكان لاختيار النديم والصفات المطلوبة فيه آداب وقواعد محددة.

## صفات النديم الجسدية
أوردت كتب الأدب والسلوك والتاريخ مجموعة من الصفات التي يُستحسن أو يجب توفرها في النديم ليليق بمصاحبة الملوك والخلفاء، ويمكن إجمالها في جوانب جسدية ونفسية وسلوكية، ومنها ما ذكره الأديب الجاحظ في كتابه التاج في أخلاق الملوك:
- الاعتدال الجسدي والمزاجي: يُفضل أن يكون النديم معتدل الطبيعة والأخلاط (معتدل الطبيعة، معتدل الاخلاط)، وذلك لتجنب الآثار السلبية لغلبة أحد الطبائع الأربعة حسب الطب القديم:
  - فلا تكون طبيعته صفراوية، فتسبب له القلق وكثرة الحركة.
  - ولا يغلب عليه البلغم والرطوبة، فيكثر تثاؤبه ونومه وبوله وبصاقه.
  - ولا تسيطر عليه السوداء فتجعله ضجرًا، كثير التفكير والأماني، وفاسد المزاج.
  - أما الطبع الدموي، فلا يُذم كغيره لحاجة البدن إليه.
- السلامة الصحية والسلوكية: ينبغي أن يكون سليم البدن، والأخلاق. وعند المصاحبة في السفر، يُشترط فيه صحة البنية وقلة الأعراض المزعجة كالتثاؤب والنعاس والسعال والعطاس.
- حسن المحادثة والمؤانسة: يجب أن يتمتع بقدرة على المحادثة اللطيفة والمفاكهة ومعرفة متى يتحدث ومتى يتوقف.

## صفات النديم المعرفية
لم تقتصر متطلبات النديم على الصفات الشخصية، بل امتدت لتشمل معارف متنوعة وآدابًا رفيعة في التعامل، خصوصًا في حضرة الملك:
- المعرفة الواسعة: يُطلب من النديم الإلمام بمواضيع شتى، منها:
  - معرفة الطرق والمسافات والمعالم ومصادر المياه، خاصة عند مرافقة الملك في السفر.
  - العلم بأيام الناس وأخبارهم ومكارم أخلاقهم.
  - حفظ النادر من الشعر والسائر من الأمثال.
  - أن يكون ملمًا بجوانب من كل فن وعلم. وأن يكون له نصيب من المعرفة بالخير والشر.
- أدب الحديث: ينبغي أن يكون لبقًا في حديثه، قادرًا على التنوع فيه؛ فإن ذكرت الآخرة والجنة، رغّب الملك بذكر ثواب الله لأهل طاعته، وإن ذكرت النار، حذّره مما يقرب إليها، فيجمع بين الترغيب والتزهيد بحكمة.
- الأهمية: لحاجة الملك الماسّة لمن يمتلك هذه الصفات والمعارف، يُعتبر النديم الجيد شخصًا لا ينبغي للملك أن يفارقه بسهولة إلا لجرم كبير يستوجب العقوبة.

## أنشطة النديم
لم تكن علاقة النديم بالملك مقتصرة على الجلوس والمحادثة، بل شملت المشاركة في بعض الأنشطة التي تجمع بين التسلية والرياضة، والتي يتساوى فيها النديم مع الملك دون الانتقاص من هيبة الملك، ومن هذه الأنشطة:
- اللعب بالكرة.
- الصيد.
- الرمي بالقوس على الأهداف.
- اللعب بالشطرنج.

وغيرها من الأنشطة المُماثلة والمُختلفة.

## آداب النديم
تتطلب المنادمة التزامًا صارمًا بآداب البلاط والحضرة الملكية، ومن أدق هذه الآداب ما يجب فعله إذا غلب النعاس على الملك:
- التصرف عند نعاس الملك: إذا أخذت الملك لحظة من النوم، فعلى جميع من في المجلس، كبيرهم وصغيرهم، أن ينهضوا بهدوء وخفة.
- المكان المناسب: يبتعدون عن مكان جلوس الملك المباشر، ولكن يبقون في مكان قريب بحيث يكونون في متناوله إذا استيقظ.
- الحذر واليقظة: يُحذَّر النديم بشدة من التفكير بأن الملك قد لا يسأل عنه عند استيقاظه، أو أنه سيطيل النوم أو ينشغل بشيء آخر. فهذا يُعد خطأً كبيرًا قد تترتب عليه عواقب وخيمة، حتى لو نجا النديم من العقوبة المباشرة، فإن ذلك يترك أثرًا سلبيًا في نفس الملك تجاهه. الحزم يقتضي ألا يترك النديم للملك عليه سبيلاً للمؤاخذة.

### آداب المسايرة
تقتضي ندامة الملك أو الخليفة أو الأمير أو التاجر في أثناء سيره آدابًا خاصة يجب على النديم أو المرافق الالتزام بها، منها:
- عدم المبادرة: لا ينبغي لأحد أن يبادر بمسايرة الملك من تلقاء نفسه.
- طلب الإذن (بالإشارة): إذا رغب شخص يستحق المسايرة في ذلك، عليه أن يقف في مكان يراه الملك وينتظر. فإن أشار إليه الملك، سايره، وإن لم يشر، فذلك يعني عدم الإذن.
- الحفاظ على المسافة والهيئة: عند المسايرة، يجب ألا يلامس ثوب المرافق ثوب الملك، وألا تُدنى الدابة من دابته. الهيئة المثلى هي أن يكون رأس دابة المرافق بمحاذاة سرج الملك تقريبًا، دون أن يضطر الملك للالتفات لرؤيته.
- عدم بدء الكلام: لا يبادر المرافق ببدء الحديث مع الملك.
- التحكم بالدابة: إذا لم يكن المرافق واثقًا من قدرته على التحكم التام بدابته وتوجيهها بسهولة، فالأفضل له ألا يساير الملك. فمسايرته في هذه الحالة قد تسبب حرجًا له وللملك؛ فهي تتطلب منه حركة مستمرة تُتعبه وتُظهر قلة أدبه، كما أنها قد تُبطئ سير الملك وتخل بآداب المملكة التي تقتضي ألا يسير الأعلى مقامًا بوتيرة الأدنى منه.

### آداب المخاطبة
يمتد أدب الحضرة الملكية ليشمل طريقة مخاطبة الملك أو الخليفة، حيث توجد محاذير وأصول متبعة:
- تجنب الاسم والكُنية: من حق الملك ألا يُنادى باسمه الشخصي أو بكُنيته، سواء في مقام الجد أو الهزل أو الأنس.
- الاستثناء التاريخي للشعراء: لولا أن الشعراء القدماء قد درجوا على تسمية الملوك وتكنيتهم في أشعارهم وأصبح ذلك عرفًا مقبولًا، لكانت مخاطبة الملك باسمه أو كنيته تستوجب العقوبة.
- الاتعاظ بالتاريخ مع الملوك والأعيان: يُذكر أن ملوك آل ساسان لم يكن أحد من رعاياهم يسميهم أو يكنيهم قط، وأن هذه العادة (استخدام الاسم والكنية) ظهرت لاحقًا عند ملوك الحيرة. وفي المقابل، فإن بعض جفاة العرب كانوا يخاطبون النبي مُحمَّد باسمه وكنيته لغلظ طباعهم، بينما كان أصحابه يخاطبونه بألقاب التشريف مثل يا رسول الله ويا نبي الله.
- الألقاب اللائقة: يُستحب استخدام ألقاب التعظيم والتبجيل عند مخاطبة الخلفاء والملوك، مثل: يا أمير المؤمنين، أو يا خليفة الله، أو يا أمين الله. أما مخاطبة الخليفة أو الملك باسمه مباشرة في الخطب أو المحافل فتُعد جهلًا وضعفًا وخروجًا عن حدود الأدب.

### الأدب عند تشابه الأسماء
من دقيق الآداب في حضرة الملك أنه إذا كان اسم الشخص الذي يدخل على الملك مطابقًا لإحدى صفات الملك الحسنة أو ألقابه، وسأله الملك عن اسمه، فينبغي على هذا الشخص ألا يذكر اسمه مباشرةً، بل يكني عنه ويجيب بذكر اسم أبيه، وذلك تعظيمًا للملك وتجنبًا لمشاركته في صفته أو لقبه. ومن الأمثلة على ذلك:
- ما فعله سعيد بن مرة الكندي لمَّا دخل على معاوية بن أبي سفيان، فسأله معاوية: «أنت سعيد؟» (بمعنى أنت السعيد/الموفق)، فرد الكندي: «أمير المؤمنين السعيد، وأنا ابن مرة!». حيث نسب السعادة لأمير المؤمنين وعرَّف نفسه بنسبته لأبيه.
- وكذلك ما فعله السيد بن أنس الأزدي، والي الموصل، مع الخليفة عبد الله المأمون، حين سأله المأمون عن اسمه قائلًا: «أنت السيد؟»، فأجاب الأزدي: «أمير المؤمنين السيد، وأنا ابن أنس». فنسب السيادة للخليفة وعرَّف نفسه بابن أنس.
- ويُذكر في هذا السياق أيضًا جواب العبَّاس بن عبد المطلب عم النبي مُحمَّد، حين سُئل: «أأنت أكبر أم رسول الله؟»، فقال: «هو أكبر مني، وأنا ولدت قبله». فقدّم تعظيم النبي في المكانة على ذكر التقدم في السن، وهو من باب الأدب الرفيع في حضرة ذوي الشأن.

### فهرس المنشورات
1. ↑  الجاحظ (1955)، ص. 135-144.
2. ↑  الجاحظ (1955)، ص. 134-136.
3. ↑  الجاحظ (1955)، ص. 135.
4. ↑  الجاحظ (1955)، ص. 136-142.
5. ↑  الجاحظ (1955)، ص. 142-144.
6. ↑  الجاحظ (1955)، ص. 145.
7. ↑  الجاحظ (1955)، ص. 160.
8. ↑  الجاحظ (1955)، ص. 161-163.

### معلومات المنشورات كاملة
الكتب مرتبة حسب تاريخ النشر
- الجاحظ (1955)، التاج في أخلاق الملوك، بيروت: دار الفكر للطباعة والنشر والتوزيع، OCLC:4770516569، QID:Q127503739{{استشهاد}}:  صيانة الاستشهاد: ref duplicates default (link)